# Thomas Walkup
Thomas Ryan Walkup (* 30. Dezember 1992 in Pasadena, Texas) ist ein US-amerikanisch-griechischer Basketballspieler. Nach dem Studium in seinem Heimatland versuchte sich Walkup 2016 zunächst ein Jahr erfolglos in der D-League für ein Engagement in der National Basketball Association (NBA) zu empfehlen, bevor er in der Saison 2017/18 für den deutschen Erstligisten MHP Riesen Ludwigsburg spielte. Bei seinem Engagement für diesen Klub wurde er für das BBL All-Star Game 2018 eingeladen und erreichte mit seiner Mannschaft das Final-Four-Turnier in der Champions League. Seit 2021 steht Walkup bei Olympiakos Piräus in Griechenland unter Vertrag.

## Karriere
Walkup machte seinen Schulabschluss an der Deer Park High School im gleichnamigen Ort, der benachbart zu seinem Geburtsort in der Metropolregion um Houston liegt. Obwohl seine Leistungen als Basketballspieler im schulischen Bereich bereits außergewöhnlich waren, bekam er kaum Angebote für ein Stipendium an einer führenden Hochschule im Land, da er bereits nach zwei Kreuzbandrissen und einem noch nicht verheilten Fußbruch eine lange Verletzungsgeschichte hatte sowie nach Aussage seines Vaters teilweise trotz seiner nicht übermäßigen Länge im Frontcourt agiert hatte. Schließlich zog Walkup ein Stipendium der Stephen F. Austin State University einem der benachbarten Houston Baptist University vor, da er die Chancen von deren Hochschulmannschaft Lumberjacks höher einschätzte als die der Houston Baptist Huskies, sich innerhalb der Southland Conference für das NCAA-Division-I-Basketball-Championship-Turnier zu qualifizieren. Nachdem Walkup nach seinem Fußbruch im ersten Studienjahr von Meisterschaftsspielen aussetzte, spielte er ab 2012 für die Lumberjacks, die viermal hintereinander mit Walkup von 2013 bis 2016 die Hauptrunde sowie nach dem erstmaligen Turniersieg 2009 auch von 2014 bis 2016 dreimal hintereinander die Endrunde der Southland Conference gewannen, was gleichbedeutend mit der Qualifikation für die landesweite NCAA-Endrunde war. Nachdem die Lumberjacks 2013 in der Postseason im National Invitation Tournament (NIT) noch in der ersten Runde gegen die Stanford Cardinal verloren hatten, gewannen sie 2014 erstmals ein Spiel in der NCAA-Endrunde sehr überraschend nach Verlängerung gegen die VCU Rams. Nach der deutlichen Zweitrunden-Niederlage gegen die UCLA Bruins verloren sie auch das Erstrundenspiel 2015 gegen die Utah Utes.
In Walkups Abschlussjahr 2016 als Senior erreichte dieser zum zweiten Mal nach dem Vorjahr die Auszeichnung als Spieler des Jahres der Southland Conference. Für die NCAA-Endrunde waren die Lumberjacks jedoch noch schlechter an 14. Stelle gesetzt als in den beiden Vorjahren, doch in der ersten Runde gewannen sie überraschend deutlich mit 14 Punkten Unterschied gegen die hoch eingeschätzten Mountaineers der West Virginia University. Zum Sinnbild des vermeintlichen Underdogs wurde dabei Walkup, der passend zum Maskottchen der Mannschaft sich den Bart monatelang nicht gestutzt hatte und dem Stereotyp eines Holzfällers sehr nahekam. Doch nicht allein durch sein Aussehen erregte er Aufmerksamkeit, sondern erzielte mit 33 Punkten, davon 19 verwandelte bei insgesamt 20 Freiwürfen, neun Rebounds, vier Assists und vier Ballgewinnen eine herausragende Leistung, die unter anderem vom gegnerischen Trainer Mike Brey gelobt wurde, der Walkups Spielverständnis hervorhob. Doch den von Brey trainierten Fighting Irish der University of Notre Dame war es im Zweitrundenspiel vorbehalten, die Lumberjacks am Spielende mit sechs Punkten in Folge, darunter einem Buzzer Beater anderthalb Sekunden vor Schluss, und mit einem Punkt Unterschied 76:75 zu besiegen und aus dem Turnier zu werfen. Damit endete auch die Karriere in der NCAA von Walkup, der in der anschließenden NBA-Draft 2016 unberücksichtigt blieb.
Nachdem Walkup im Draftverfahren der NBA nicht ausgewählt worden war, durfte er aber in der NBA Summer League 2016 für die Golden State Warriors spielen. Schließlich bekam er Ende September 2016 einen vorläufigen Vertrag bei den Chicago Bulls, den diese vier Wochen später kurz vor Saisonbeginn wieder auflösten und Walkup wenige Tage später für ihr neu gegründetes Farmteam der Windy City Bulls in der NBA Development League verpflichteten. Bei den Windy City Bulls spielte Rookie Walkup unter anderem mit dem deutschen Nationalspieler Paul Zipser zusammen, der jedoch gegen Saisonende dauerhaft den Sprung in den NBA-Kader der Chicago Bulls schaffte, während Walkup mit mäßigen Leistungen bei seinem Start in eine professionelle Laufbahn nicht auf sich aufmerksam machen konnte. Schließlich unterschrieb Walkup zur folgenden Saison einen Vertrag in Europa, wo er in der Bundesliga-Saison 2017/18 für den deutschen Erstligisten MHP Riesen Ludwigsburg spielte. Über Ausscheidungsrunden zu Saisonbeginn qualifizierten sich die Ludwigsburger erneut für das Hauptfeld in der Champions League. Nachdem sie im Vorjahr bei der Premiere dieses Wettbewerbs noch im Viertelfinale knapp gegen den späteren Finalisten Banvit BK gescheitert waren, erreichten sie diesmal nach Siegen in den K.-o.-Runden über die Bundesliga-Konkurrenten EWE Baskets Oldenburg und Medi Bayreuth das Final-Four-Turnier. Zuvor war Walkup am Anfang des Jahres noch für das All-Star-Game der Bundesliga nachnominiert worden, nachdem er sich bereits für den Dreipunktewurf-Wettbewerb der besten Distanzschützen qualifiziert hatte. Nach dem Ende der Saison 2017/18 wechselte Walkup zu Žalgiris Kaunas in die Lietuvos krepšinio lyga. Mit der litauischen Spitzenmannschaft wurde er 2019 und 2021 Landesmeister sowie 2020 und 2021 Pokalsieger. Bei Žalgiris erlangte der US-Amerikaner seine erste Spielerfahrung in der EuroLeague.
2021 wurde er von Olympiakos Piräus unter Vertrag genommen, er gewann mit der Mannschaft 2022 den griechischen Meistertitel, zu dem Walkup im Laufe der Saison 2021/22 in 31 Ligaspielen im Schnitt 6 Punkte beitrug. Im April 2023 nahm er die griechische Staatsbürgerschaft an und wurde im selben Jahr erneut griechischer Meister. Walkup wurde als bester Verteidiger der Euroleague-Spielzeit 2023/24 ausgezeichnet. 2025 errang er mit Piräus wieder die griechische Meisterschaft.